# Rajsamand
Rajsamand ist eine Stadt im indischen Bundesstaat Rajasthan.
Rajsamand ist Verwaltungszentrum des gleichnamigen Distrikts. Dist Stadt liegt am Südufer eines künstlich angelegten Sees auf einer Höhe von 547 m. 20 km westlich von Rajsamand erhebt sich das Aravalligebirge. Die Stadt liegt 67 km nördlich von Udaipur und 352 km südlich von Jaipur. Der Banas, ein linker Nebenfluss des Chambal, strömt 5 km südlich der Stadt nach Osten. Die nationale Fernstraße NH 8 (Udaipur–Beawar) verläuft durch Rajsamand.
Beim Zensus 2011 betrug die Einwohnerzahl 67.798.